# Чарекаули
Чарекаули (груз. ჩარექაული) — село в Грузии. Находится в Ахметском муниципалитете края Кахетия. Расположено в 11 км к юго-востоку от города Ахмета и в 12 км к западу от Телави.
Высота над уровнем моря составляет 670 метров. Население — 38 чел. (1979 г.); 15 человек (2002); 10 человек (2014).
В советское время село Чарекаули входило в Земо-Ходашенский сельсовет Ахметского района.
В селе проживают осетинские фамилии ― Булкаевы, Жижоевы (Санакоевы), Козаевы, Хугаевы.